# Pauvres Frères de Saint-François-Séraphique

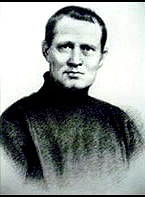
Johannes Höver, fondateur de la congrégation.

Les Pauvres Frères de Saint-François-Séraphique (Congregatio Fratrum Pauperum Sancti Francisci Seraphici:CFP), font partie d'une congrégation catholique de frères laïcs du Tiers-Ordre franciscain. Ses constitutions ont été approuvées par le Saint-Siège en 1910. Ils sont connus aussi comme les Frères des pauvres de Saint-François.

## Histoire
Cette congrégation a été fondée par Philipp Höver, en religion frère Jean (1816-1864), à Aix-la-Chapelle, le 24 décembre 1857 pour s'occuper de l'éducation des garçons des classes pauvres et des orphelins. Elle reçoit l'approbation diocésaine de Mgr von Geissel en 1860. L'œuvre a dû s'exiler aux Pays-Bas en 1873 à cause du Kulturkampf. Elle s'est installée dans le village de Bleijerheide (aujourd'hui partie de la commune de Kerkrade) à la frontière germano-hollandaise et est retournée en Allemagne en 1932. La congrégation a été reconnue par le Saint-Siège en 1910. Ils se sont étendus aux États-Unis à partir d'une première fondation en Arkansas en 1921.

## Aujourd'hui
Aujourd'hui les frères sont présents en Allemagne, en Belgique, aux Pays-Bas, au Brésil et aux États-Unis. Leur maison-généralice est dans l'Iowa à Wever.
La congrégation comptait selon l'Annuaire pontifical treize maisons et cinquante-trois frères, dont trois prêtres, au 31 décembre 2005. Ils sont très présents à Düsseldorf où ils gèrent en particulier plusieurs lieux d'hébergement pour les sans domicile fixe et deux maisons de retraite.